# Kid A
Albums de Radiohead
OK Computer
(1997) Amnesiac
(2001)
Kid A est le quatrième album du groupe de rock britannique Radiohead sorti le 2 octobre 2000 sur le label Parlophone.
Cet album a été considéré comme le meilleur album de la décennie 2000-2010, tous styles confondus, par les magazines Pitchfork et Rolling Stone,. Il est enregistré en même temps que Amnesiac qui sort sept mois plus tard. 

## Historique de l'album
Exténués par le succès, qui les dépasse, et les tournées de promotion d'OK Computer, qui n'en finissent plus, les membres de Radiohead souhaitent réaliser un album qui créerait une rupture avec ce dernier. Ainsi, alors qu'à ce moment-là bien ancrée dans un style rock alternatif (quoique de plus en plus progressif voire expérimental par intermittences), la musique du groupe se voit nettement repensée ; les guitares ont quasiment disparu au profit de synthétiseurs et de samplers, et Thom Yorke souhaite utiliser sa voix comme un réel instrument, ainsi est-elle modifiée par divers effets sur la plupart des morceaux.
Kid A marque un nouveau départ pour Radiohead, qui arrive avec un style beaucoup plus psychédélique et expérimental : l'album constitue d'ailleurs l'apogée de cette manière (pour cette raison, il est considéré par beaucoup comme un chef-d'œuvre).
Le nom donné à l'album, Kid A (littéralement « Enfant A »), évoque pour certains un premier enfant cloné. Pour d'autres, il laisse penser que le groupe le considère comme son premier enfant. Avec Kid A, l'album suivant de Radiohead, Amnesiac, forme un diptyque de musique expérimentale, un prolongement : Kid A et Amnesiac formeraient ainsi en réalité le diptyque Kid A Mnesia.
Ce disque comporte une majorité de chansons composées principalement de synthétiseurs et de boîtes à rythmes (telles que Everything in Its Right Place, Kid A, Idioteque), tout en conservant quelques sonorités alternatives typiques des albums précédents (How to Disappear Completely, Optimistic, In Limbo) et en explorant d'autres univers comme le jazz (The National Anthem) et l'ambient (Treefingers).
Selon Thom Yorke et Jonny Greenwood, cet album est inspiré en partie par le livre No Logo de la journaliste canadienne Naomi Klein. Les membres du groupe pensaient d'ailleurs au départ à appeler l'album No Logo, en hommage à ce livre, qui décrit la société de consommation.

## Liste des morceaux
1. Everything in Its Right Place - 4:11
2. Kid A - 4:44
3. The National Anthem - 5:51
4. How to Disappear Completely - 5:56
5. Treefingers - 3:42
6. Optimistic - 5:16
7. In Limbo - 3:31
8. Idioteque - 5:09
9. Morning Bell - 4:35
10. Motion Picture Soundtrack - 7:01